# Nuestra Señora del Amparo de Pozuelos
Nuestra Señora del Amparo de Pozuelos es una advocación mariana de la Iglesia católica en Puerto La Cruz cuya imagen 
tiene su principal centro de culto en el Santuario Mariano del mismo nombre en el Municipio Sotillo del estado Estado Anzoátegui en Venezuela.

## Historia
En torno a la llegada y hallazgo del Óleo sobre tela que representa a la "Virgen del Mar" a las actuales tierras portocruzanas, se entreteje esta historia:

Cuenta la leyenda, que en época de conquista, salió de España un Barco rumbo a la Bahía de Pozuelos, con la imagen de Nuestra Señora del Amparo. La comisión tenía el encargo de entregarla a las autoridades o personas Religiosas del lugar.

Para esa fecha no existía Barcelona, tampoco Guanta, mucho menos Puerto la Cruz, y se denominaba Pozuelo cuatro ranchos de Indios pescadores que habían escogido este sitio para defenderse de los Piratas.
Parece ser que la navegación no fue del todo buena como lo pensaran los Españoles y una mañana decidieron cambiar el rumbo de la nave, cuando pusieron en práctica el viraje de la misma notaron con gran sorpresa que un fuerte temporal obligaba a la embarcación a buscar nuevamente su rumbo, fue entonces cuando grito un marinero :!Capitán¡ ¿Qué hacemos? Y este le respondió: ¡Sin timón y rota las velas! dejemos que el Barco siga a la deriva. Ya al tercer día de haberse originado aquel temporal la nave encallo en la Bahía de Pozuelo, los navegantes al tocar tierra bajaron el cuadro grande que contenía la imagen del Amparo y lo colocaron sobre unas canoas pertenecientes a los indios de Pozuelo.

Los navegantes tan pronto arreglaron las averías del buque se dieron nuevamente al mar. Los indios de Guanire, que periódicamente realizaban sus pesquerías con arcos y arpones, quedaron admirados de ver un cuadro tan grande con colores llamativos que fue la novedad de la comarca. De inmediato los indígenas empezaron por construir un rancho a manera de Capilla y empezaron a adorar aquel cuadro sagrado. Cuenta más tarde la historia que todo pescador que se daba al mar, primero tenía que ver a la Virgen del Amparo y después se concretaba a sus faenas marítimas.
Siglos después, la Iglesia colonial que fue edificada para albergar el Oleo fue presa de la rapiña de los piratas, siendo reducido a cenizas por estos en una de sus incursiones en tierra firme, pero para asombro de los nativos sobrevivientes, el Cuadro de Ntra. Sra. de el Amparo no fue tocado por las intensas llamas, esto incentivó mucho más la devoción que hacia ella ya existía, considerándose este extraordinario evento como un milagro realizado por la mano del Omnipotente, que no permitió que sus hijos quedaran desprovistos del amparo de la Madre de su Verbo Divino. 
Hoy la devoción a Santa Maria, Nuestra Señora de el Amparo de Pozuelo esta pujante y vivas como en aquellos primeros años en las tierras del antiguo Echinicuar, las gracias obtenidas por su Omnipotencia Suplicante se evidencian en la cantidad de Exvotos que se pueden visualizar en el Santuario Mariano, en donde Ella, serena y majestuosa, contempla el horizonte vigilante, custodiando a sus hijos.
Cada 8 de Noviembre, día en que, ocurrió la Invención (Hallazgo) del Cuadro de la Virgen de el Amparo, los Pozueleros irradian de alegría y se aprestan a celebrar con todo entusiasmo las festividades de esta Excelsa Patrona.

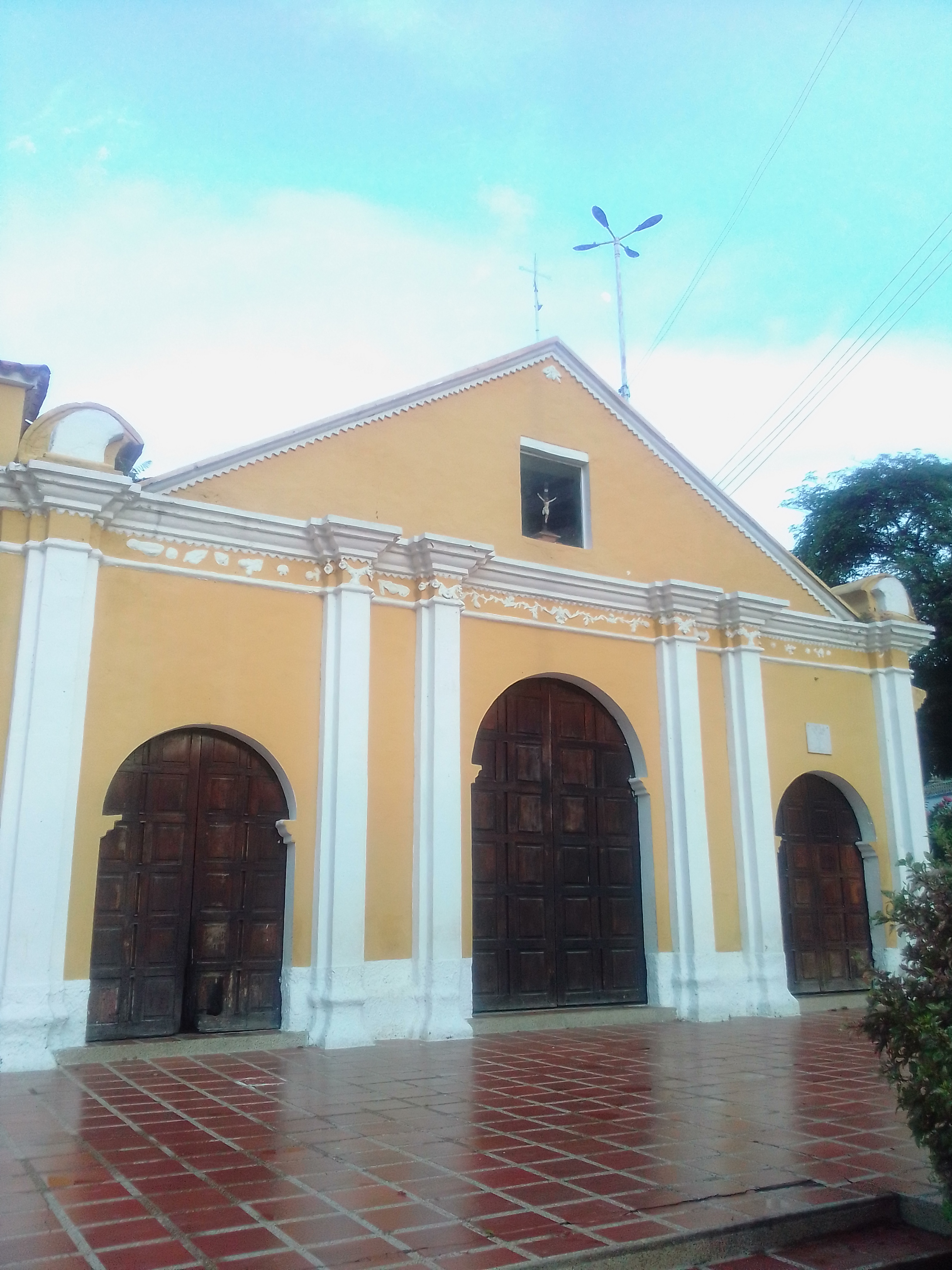
Iglesia Nuestra Señora del Amparo

Hay otra versión acerca del origen del Cuadro, la cual señala que este fue elaborado por un Fraile de la Orden de San Francisco que habitaba en la misión cercana de Piritu, lo cierto es en ambos casos, que el Cuadro no posee firma alguna.

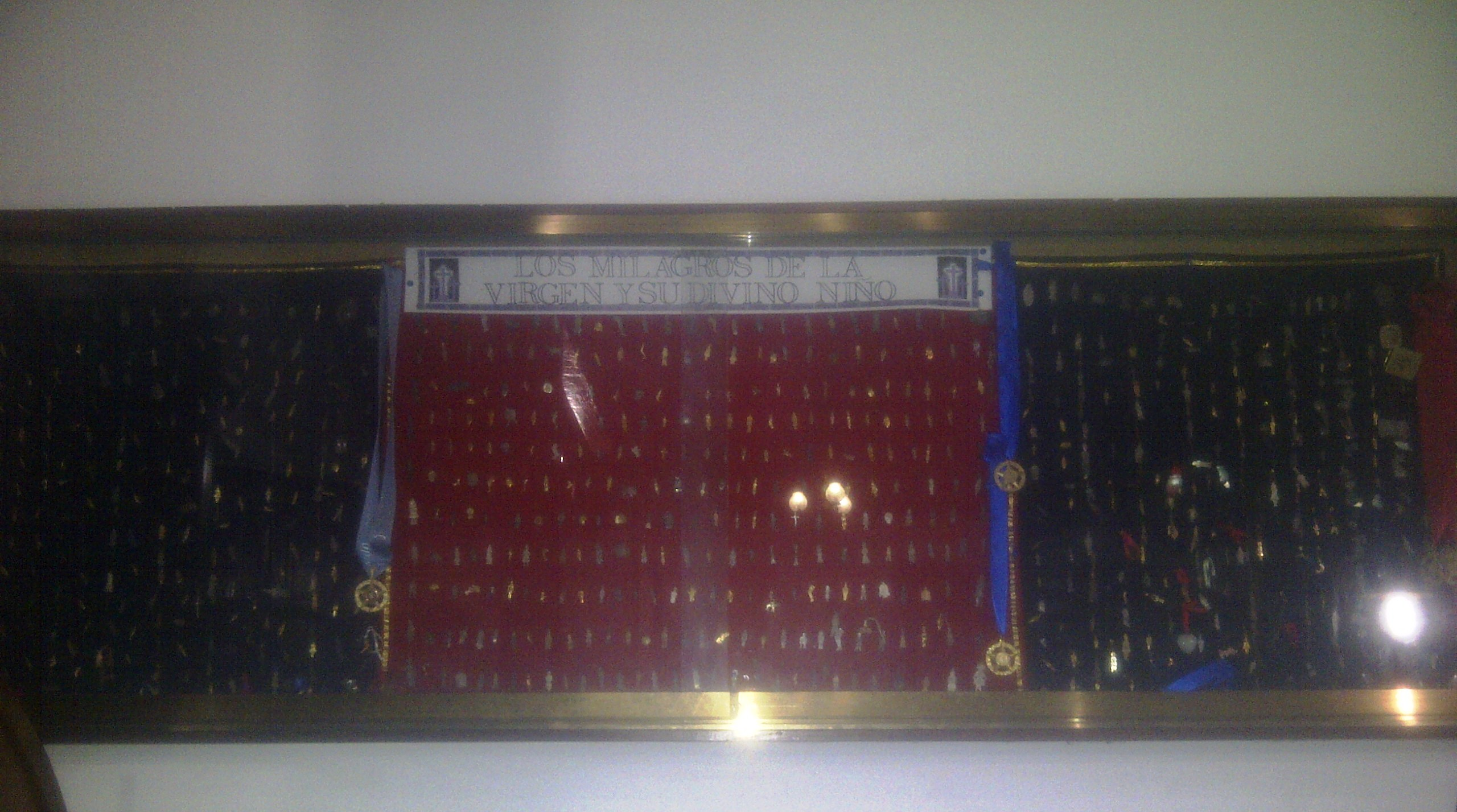
Exvotos a Santa Maria del Amparo

La sagrada Efigie, además, tiene fama de ser milagrosa:

“…En una ocasión hubo una sequía tan grande en Pozuelos, que, pese a que había nacido y crecido el maíz, no había señal de fruto alguno, así que, temiendo perder la cosecha, los conuqueros de la comunidad acudieron a su amada Patrona, la Virgen del Amparo. 

Sacaron el venerable oleo en procesión hasta la bahía de Pozuelos y ahí la petición fue unísona: ! Virgencita, mándanos agua, así sea del mar !....los pozueleros devotos luego emprenden el retorno a la Iglesia con su Madre…no habían terminado de llegar cuando se formó una nube en el horizonte y arrecio el aguacero….basto con esa lluvia para que la cosecha de la que dependían para su sustento fuese abundante.
En otra ocasión, sucedió que un comerciante, que poseía un peñero con el cual viajaba a Margarita a comprar mercancía para venderla en Pozuelos, en uno de sus viajes de retorno, fue asediado en alta mar por un fuerte vendaval, el cual lo alejo de la bahía de Pozuelos y lo fue trasladando hasta las cercanías del Morro de Barcelona, con el riesgo inminente de naufragar….así que presa del temor…exclamo:
 ¡Virgencita que estas en Pozuelos…sálvame la vida!....de repente el vendaval ceso y una brisa suave soplo de contragolpe….trasladando el peñero a las cercanías de la bahía de Pozuelos…..el comerciante agradecido… más adelante colaboro en las fiestas de la Virgen Madre de Echinicuar por tal prodigio…”
Estos relatos son memorias de algunos de los pobladores nativos de la comunidad de Pozuelos…hay algunos más recientes:

“ …Hubo en una ocasión en que un joven de la comunidad, fue víctima de un parásito asesino, el cual se le alojo en el cerebro…este se fue a Caracas a ser intervenido quirúrgicamente para extraerle el antedicho huésped mal deseado de la cabeza….como devoto pozuelero, se encomendó a la Virgen del Amparo y tenía a la mano una estampa de la Madre de Dios, la cual coloco debajo de su almohada pese a la férrea oposición de los doctores tratantes….fue intervenido…y pese a lo riesgoso de la operación…salió totalmente exitosa y su mejoría fue increíblemente rápida…el joven al regresar a la comunidad…en ocasión de las festividades del 8 de noviembre…con lagrimas en los ojos….narro el milagro que Dios le obro por la Omnipotencia Suplicante de Maria del Amparo…”

## Obras inspiradas en la Virgen del Amparo
En torno a la  "Virgen-Madre de los indios de Echinicuar" se han creado variadas composiciones musicales, a continuación, se suscriben algunas de ellas:

Tu presencia es Nuestro Faro, el Cristiano así lo entona, de Pozuelo eres Patrona, Salve Virgen del Amparo.

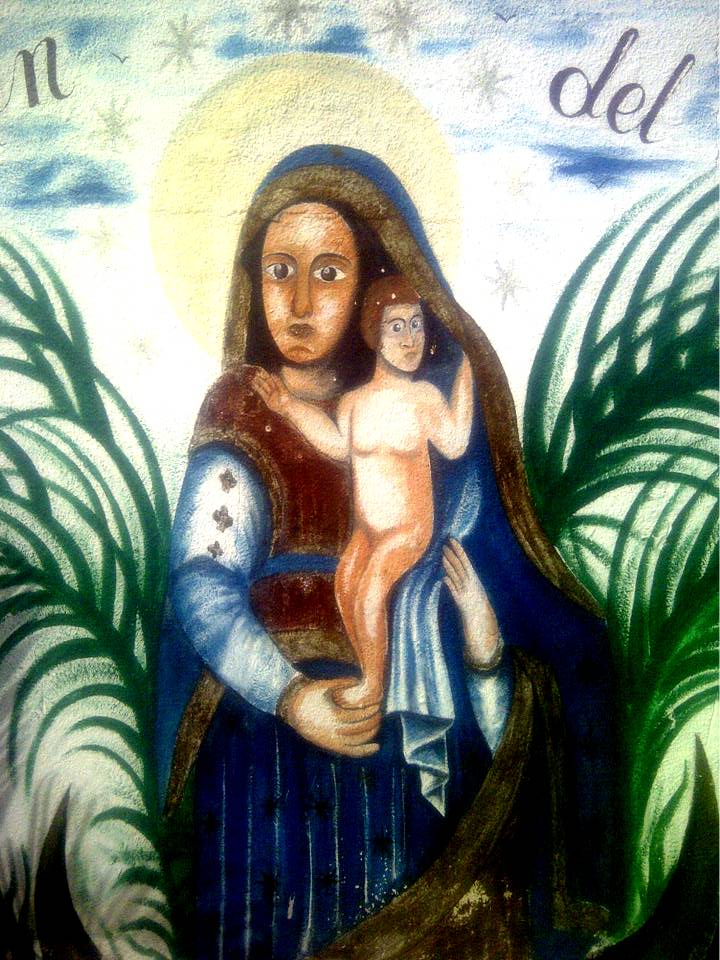
Mural popular que representa a la Virgen del Amparo

 (Letra y música de la Agrupación musical del folklore Venezolano Q-ajao)

I

Como decreto especial

La Divina Providencia

Se cautivo por la esencia

De tu Brillo Virginal

Valiente tu sin igual

Para asumir con encaro

Dijiste un ¡Sí! Sin reparo

Ser Madre del Salvador

Y por tu fe y tu valor

Tu presencia es Nuestro Faro.

II

Con entusiasmo emotivo

Enciendes en mí una llama

Y mi pecho aquí se inflama

Con este canto festivo

Tu Sagrario del Dios Vivo

Que la fe no desmorona

Y que el pueblo así razona

También el mundo lo aprecia

Eres madre de la Iglesia

El Cristiano así lo entona.

III

Mi  corazón se engalana

Al mirar tu rostro manso

Encuentro en ti mi descanso

Y mi fe en ti se derrama

Eres Reina Soberana

Desde el Altar que se entrona

Porque de toda esta zona

Del pueblo en su devoción

Con la fe en su corazón

De Pozuelo eres Patrona

IV

Bajo tu manto Señora

Sagrada Virgen María

Te rogamos este día

Todo tu pueblo te implora

Para que llegue la hora

De que el camino sea claro

Y la vida sin azaro

Continúe su caminar

Te pido frente a tu Altar

Salve Virgen del Amparo.

También hay piezas elaboradas por nativos de la comunidad, como la que a continuación se hará cita:

A nuestra Señora del Amparo.

Traigo perlas y corales:

Letra de: Ana Mercedes Sifontes.

(1994)

A ti te vine a cantar,

Esta canción tan bonita,

Yo vine de Margarita,

Atravesando los mares,

Traigo perlas y corales

A la Virgen más bonita,

Traigo perlas y corales,

A la Virgen más bonita.

A la Virgen del Amparo,

La Patrona de Pozuelos
,
Cuando ella llego a este pueblo,

Los cerros se iluminaron,

Y brillaron en su manto

las estrellas con fulgor,

para decir a sus moradores,

este es mi pueblo y me quedo yo.

Aquí, aquí, aquí yo vine a vivir,

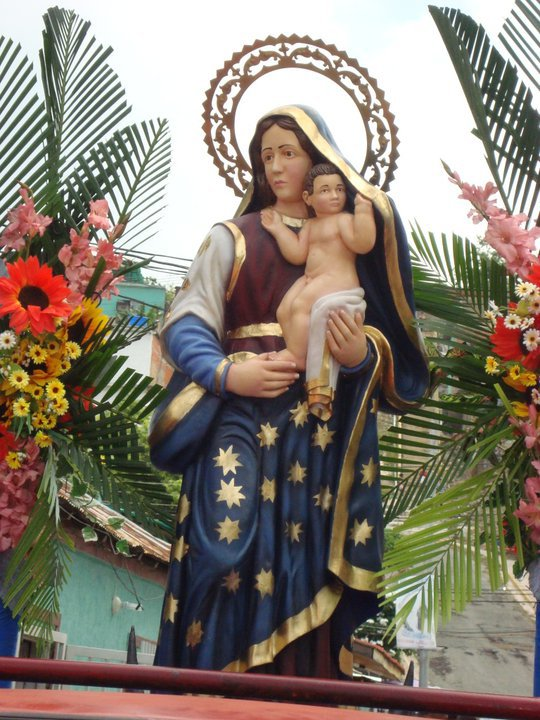
Imagen Procesional

Este es mi pueblo querido y aquí me siento feliz.

A ti Madrecita linda,

Tú que estas junto al Altar,

Yo vine de Porlamar,

Del Fortín y la Caranta,

Se esgarita mi garganta

Para venirte a cantar,

Se esgarita mi garganta

Para venirte a cantar.

Y en aquel pequeño puerto

Hoy en día Paseo Colon,

Estaba lleno de amor,

Y el pueblo no lo sabía,

Que allí ella fue encontrada, en esa hermosa bahía,

Que allí ella fue encontrada, en esa hermosa bahía.

Aquí, aquí, aquí yo vine a vivir,

Este es mi pueblo querido y aquí me siento feliz.

Este es mi pueblo querido y aquí me siento feliz.

Este es mi pueblo querido y aquí me siento feliz.

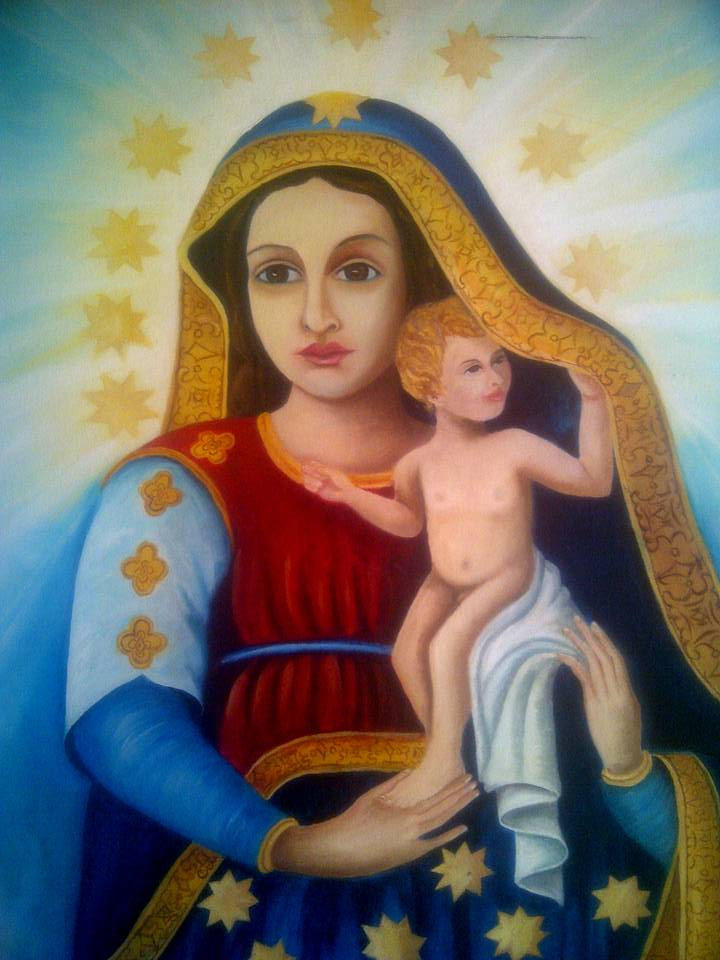
Virgen del Amparo Óleo sobre tela

Sin contar además piezas populares más recientes creadas en torno a esta Devoción Mariana:

Virgen del Amparo:

Aguinaldo Oriental

Letra de: Félix Becerra (O.F.S.)

(2014)

Virgen del Amparo,

Patrona de Pozuelo,

Ruega por nosotros,

Pide por tu Pueblo (bis)

“Indios de Pozuelo,

Venid a cantad,

A la Virgen Madre

de Echinicuar” (bis).

Eres muy hermosa,

Oh Virgen María,

El Niño Bendito,

Tu manto cobija (bis)

Brilla como el Sol,

Su elegante Faz,

Su mirada dulce,

Nos lleva al Altar (bis)

Reina de Pozuelo,

Que en tiempo lejano,

Llegaste a nosotros

En vacio Barco (bis)

Brillan las estrellas,

En tu bello manto,

La luna a tus pies,

Resaltan tu encanto (bis)

Oh Virgen del Mar,

Precioso consuelo,

Pide por el Puerto,

Que es también

tu Pueblo (bis)

En la esquina e Rosa

y en la de Trina,

te cantan tus hijos,

Mi Dulce Maria (bis)

## Oración a la Virgen del Amparo
Inmaculada Virgen del Amparo y Madre mía, tu que eres la Madre de mi Señor, recurro en este día.

Te venero Gran Reina y te agradezco humildemente todas las gracias que me has otorgado hasta ahora.
 
Te amo, Señora amabilísima y prometo servirte siempre y hacer que muchos te amen.
 
En ti, Madre de Misericordia pongo toda mi esperanza, toda mi salud, acéptame como tu siervo, recíbeme bajo tu manto, oh, Virgen del Amparo.
 
Te pido verdadero amor a tu Divino Niño Jesús, de ti espero alcanzar una buena muerte.
 
Madre, mas te suplico me ayudes, no me desampares hasta verme salvo en el cielo. Así sea.